# Papaver hypsipetes
Papaver hypsipetes är en vallmoväxtart som beskrevs av V.V. Petrovskii. Papaver hypsipetes ingår i släktet vallmor, och familjen vallmoväxter. Inga underarter finns listade i Catalogue of Life.